# حمزة الشيمي
حمزة الشيمي (26 يناير 1939 - 25 أبريل 2014)؛ فنان مصري، تخرج من كلية الحقوق بجامعة القاهرة عام 1963م، ثم من معهد السينما قسم الإخراج عام 1968م.

## المسيرة المهنية
أكمل دراساته العليا بأكاديمية نوفي بيوغراد في بلغراد. عمل كممثل بمسرح التليفزيون عام 1962م، واستقر في المسرح القومي بعد أن عمل في المسرح الحديث. واشترك في مسرحيات: كفر أبو مجاهد، دائرة الطباشير القوقازية، والبلياتشو، ليالي الحصاد والفرافير، أنتونى وكليوباترة، أقوى من الزمن، وطائر البحر، الفارس والأسرة، ورابعة العدوية، إيزيس والخديوي، ومنمنمات تاريخية، وجويا والفاتنة. اشترك في تجربتين بالمسرح المصري «مسرح المائة كرسي» و«مسرح» النادي، واتجه فيما بعد إلى التليفزيون ليشارك في بطولة أعمال تليفزيونية مثل: لحظة حياة، موديل، البقية لا تأتي، قضية الأستاذ منجد، البحث عن توت عنخ آمون، وحبيبتي من تكون. ظهر في دور السائق في فيلم بئر الحرمان. ومن أشهر أعماله في السينما شفيقة ومتولي، والمرأة الحديدية، وزهور برّية، والتلاقي والكمّاشة، والفرقة 12. كما اشترك في ثلاثة أفلام خارج مصر. أيضًا قام بأداء أدوار تاريخية ودينية من أهمها: دور آزر في مسلسل محمد رسول الله، دور عمرو ابن العاص في مسلسل الفتوحات الإسلامية، دور أبرهة في مسلسل الكعبة المشرفة، دور الشيخ السادات في مسلسل الأزهر الشريف، دور الحجّاج بن يُوسُف في مسلسل عظماء في التاريخ، دور الزعيم أحمد عرابي في مسلسل الامام محمد عبده، دور القاضي في معظم حلقات أجزاء مسلسل القضاء في الإسلام. وساهم في دبلجة بعض أفلام والت ديزني مثل «حياة حشرة، أطلانتس القارة المفقودة، والتي نال بسببها شهادة تقدير من شركة والت ديزني.

## أعماله
- مسلسل «السقوط في بئر سبع»
- مسلسل «الحفار».
- مسلسل المفسدون في الأرض.
- مسلسل «تحت ظلال السيوف».
- مسلسل «الأنصار»
- فيلم «بئر الحرمان»
- فيلم «شفيقة ومتولي»
- فيلم «زهور برٌية»
- فيلم «التلاقي»
- فيلم «سهم الله»
- فيلم «المشاغبون في الجيش»
- فيلم «المرأة الحديدية»
- فيلم «الكمٌاشة»
- فيلم تلبفزيوني «موديل»
- فيلم تليفزيوني «لحظة حياة»
- فيلم تليفزيوني «البقية لا تأتي»
- فيلم تليفزيوني «قضية الأستاذ منجد»
- فيلم تليفزيوني «البحث عن توت عنخ أمون»
- فيلم تليفزيوني «حبيبتي من تكون»
- سهرة تليفزيونية «نور النبوٌة»
- سهرة تليفزيونية «لا تحرقوا الخبز»
- سهرة تليفزيونية «الوزير جعفر»
- سهرة تليفزيونية «الحب في ليلة حب»
- سهرة تليفزيونية «مهاجرون إلى الله»
- سهرة تليفزيونية «أبدا لن أعود إليها»
- سهرة تليفزيونية «أولاد حضرة الناظر»
- سهرة تليفزيونية «الأم»
- مسلسل «الطبري»
- مسلسل «الفتوحات الإسلامية»
- مسلسل «الأبطال»2
- مسلسل «الوزير الشاعر»
- مسلسل «امشير»
- مسلسل «سوق الرجٌالة»
- مسلسل «شهادة ميلاد»
- مسلسل «أدهم الشرقاوي»
- مسلسل «صح النوم»
- مسلسل «الصبٌار»
- مسلسل «ليلة هروب»

## روابط خارجية
- حمزة الشيمي على موقع الدهليز
- حمزة الشيمي على موقع قاعدة بيانات الأفلام العربية